# Vůz Bdmteeo294 ČD
Vozy Bdmteeo294, číslované v intervalu 50 54 26-18, jsou řada patrových velkoprostorových osobních vozů druhé třídy z vozového parku Českých drah. Všechny tyto vozy vznikly modernizací jediného vozu Bmteeo290, všech tří vozů Bmteeo293 a 12 vozů Bmto292. Modernizace proběhla v letech 2010–2011 v ŽOS České Velenice.
Další řada obdobných vozů Bdmteeo296, rovněž číslovaných v intervalu 50 54 26-18, vznikla v roce 2016 v počtu 12 kusů nízkonákladovou rekonstrukcí vozů Bmto v Pars nova patřící do skupiny Škoda Transportation.

## Bdmteeo294

### Vznik řady
Při modernizaci v letech 2010–2011, která byla provedena v ŽOS České Velenice, byl kompletně zrenovován interiér, vytvořen prostor pro přepravu jízdních kol, přečalouněny sedačky, vyměněno vnitřní obložení i podlahy, revitalizován WC a původní ovládání nástupních dveří madly bylo nahrazeno tlačítky. Nápravový generátor byl odebrán a nahrazen centrálním zdrojem energie (CZE), tedy statickým měničem napájeným průběžným topným kabelem z hnacího vozidla (neplatí pro vozy původních řad Bmteeo290, 293, u kterých to bylo provedeno již dříve).
Cena modernizace jednoho vozu byla asi čtyři miliony Kč. Čili celá zakázka stála přibližně 64 milionů.

### Technické informace
Jsou to neklimatizované patrové vozy o délce 26 800 mm. Jejich nejvyšší povolená rychlost je 100 km/h. Mají podvozky Görlitz VI K se špalíkovými brzdami.
Vozy mají dvoukřídlé vnější nástupní dveře ovládané tlačítky. V kombinaci s nízkopodlažností v dolním patře vozy umožňují snadnou přepravu tělesně postižených, ale nejsou vybaveny patřičně přizpůsobeným WC, dětských kočárků a jízdních kol. Okna v dolním patře jsou výklopná dovnitř v horní třetině, okna v horním patře jsou v dolní třetině vytahovací směrem nahoru.
Vozy mají sedačky řešené jako dvoumístné lavice v příčném uspořádání 2 + 2 potažené modrou látkou. Poskytují celkem 126 míst k sezení.
Provozní osvětlení vozů je zářivkové, nouzové žárovkové. Vytápění vozů je teplovzdušné, vzduch je elektricky ohříván a následně rozháněn po interiéru pomocí větráků.
Nátěr je vyveden v modro-bílém korporátním stylu Českých drah od studia Najbrt.

### Provoz
První modernizovaný vůz se do provozu zapojil 7. prosince 2010. Vozy se vyskytovaly převážně, spolu s BDsee454, na osobních vlacích v Kraji Vysočina. Od září 2023 je zde nahradila jednotka RegioPanter.

#### Jízdní řád 2023/24[6]
- Sp 1598 Želivka Zruč n. Sázavou – Čerčany – Říčany – Praha hl. n. (PID S80+R49)
- Os České Budějovice – Horní Dvořiště
- Os (České Budějovice/Horní Dvořiště –) Rybník – Lipno n. Vltavou
- Os Praha Masarykovo n. – Kralupy n. Vltavou (PID S4)

## Bdmteeo296

### Vznik řady
V roce 2016 pak vzniklo dalších 12 vozů řady Bdmteeo296, opět číslovaných v intervalu 50 54 26-18 , a to nízkonákladovou renovací vozů Bmto v Pars nova.

### Technické informace
Rekonstrukce oproti vozům Bdmteeo294 zahrnula navíc také instalaci uzavřeného systému WC, zásuvek pro napájení elektroniky (jak 230V tak i 5V USB), zavedení Wi-Fi a informačního systému pro cestující.

### Provoz
Do provozu jsou od 12. prosince 2016 zařazovány v pražské příměstské dopravě, přičemž 24 míst v první třídě zajišťuje rekonstruovaný řídicí vůz ABfhpvee395 (slangově Sysel). Od 9. prosince 2018 jsou zařazovány v pražské příměstské dopravě také k řídicímu vozu Bfhpvee295 (slangově Sysel). V jízdním řádu 2023/24 se vyskytují na linkách S4, S7 a S8.